# Cottage Grove (Wisconsin)
Cottage Grove – miasto w Stanach Zjednoczonych, w stanie Wisconsin, w hrabstwie Dane.